# 貝亞維斯塔區 (貝亞維斯塔省)
7°02′25″S 76°34′23″W / 7.0403°S 76.5730°W
貝亞維斯塔區（西班牙語：Distrito de Bellavista），是秘魯的一個區，位於該國中北部聖馬丁大區的貝亞維斯塔省，始建於1925年10月15日，面積287.1平方公里，海拔高度287米，2005年人口13,896，人口密度每平方公里48人。